# Pierre Voyer
Pour les articles homonymes, voir Voyer.
Pierre Voyer, né le 9 décembre 1852 à Marennes (Charente-Inférieure) et mort le 9 octobre 1940 dans la même ville, est un homme politique français.

## Biographie
Propriétaire terrien, conseiller général, il est maire de Marennes en 1894 et député de 1910 à 1914, inscrit au groupe de la Gauche radicale et de 1919 à 1924, inscrit au groupe d'Action républicaine et sociale.

## Source
- « Pierre Voyer », dans le Dictionnaire des parlementaires français (1889-1940), sous la direction de Jean Jolly, PUF, 1960 [détail de l’édition]